# Steampunk

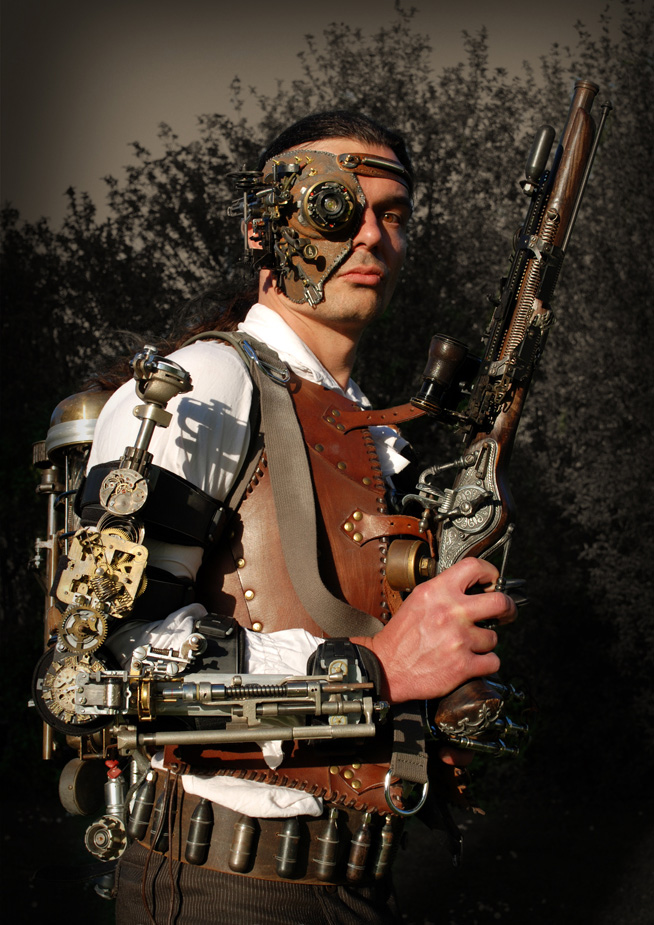
Phong cách Steampunk

Phong cách Steampunk là một nhánh của thể loại khoa học giả tưởng hay khoa học huyền bí kết hợp với phong cách công nghệ lấy ý tưởng từ máy móc chạy bằng hơi nước thế kỷ 19. Tuy đôi khi có liên hệ với thể loại cyberpunk, phong cách của Steampunk thường khắc họa phiên bản vô thực của thời kỳ Victoria hay miền Tây nước Mỹ thế kỷ 19 trong một tương lai tiền tận thế, khi mà năng lượng hơi nước trở nên thiết yếu hay một ảo giới nơi con người chỉ mới sử dụng năng hơi nước. Thời trang Steampunk thường có những chi tiết máy móc đi kèm với trang phục quý tộc thế kỷ 19. Màu sắc thường là vàng, đỏ hay hung đỏ.

## Lịch sử
Từ "Steampunk" ra đời từ những thập niên 80, thường lấy cảm hứng cho phong cách qua những tiểu thuyết khoa học lãng mạn của các nhà văn như Jules Verne, H.G. Wells, và Mary Shelley. Titus Alone của Melvin Peake được coi là tiểu thuyết đầu tiên thuộc trào lưu Steampunk. 